# Ömür Pektas
Ömür Pektas, född 6 januari 2002, är en svensk fotbollsspelare som spelar för FC Arlanda.

## Karriär
Pektas började spela fotboll som sexåring i lokalklubben Bollstanäs SK. Som 16-åring gick han till IK Frej i Täby. Ett halvår senare gick Pektas över till IFK Stocksund.
Säsongen 2022 gjorde han 24 mål på 22 matcher i Division 2 norra Svealand och Pektas gjorde även nio mål i en matchen mot Akropolis IF men matchen ströks på grund av att Akropolis senare uteslöts sig ur serien.
I januari 2023 värvades Pektas av allsvenska Varbergs BoIS, där han skrev på ett fyraårskontrakt. Den 3 april 2023 debuterade Pektas i Allsvenskan i en oavgjord 2-2 match mot Mjällby AIF, där han startade matchen och gjorde mål i den 60:e minuten och fem minuter senare blev Pektas ut bytt i den 65:e minuten mot Oliver Silverholt. I juni 2023 bröt han sitt kontrakt med klubben.
I juli 2023 återvände han till Ettan-klubben IFK Stocksund. I februari 2024 värvades Pektas av Superettan-klubben IK Brage, där han skrev på ett treårskontrakt. Efter säsongen 2024 lämnade han klubben.
I januari 2024 skrev Pektas på för FC Arlanda i Ettan Norra, där kontraktet sträcker sig två år.